# 依林島雲鼠
依林島雲鼠（Crateromys paulus）是菲律賓依林島（Ilin Island）一種可能已經滅絕的雲鼠。牠們的身上長有絨毛，尾巴多毛。牠們可能是從樹孔中鑽出來吃果實及葉子。牠們只有一個標本，是於1953年採集的，現正存放在華盛頓的國立自然歷史博物館。